# St. Nepomuk (Janův Důl)

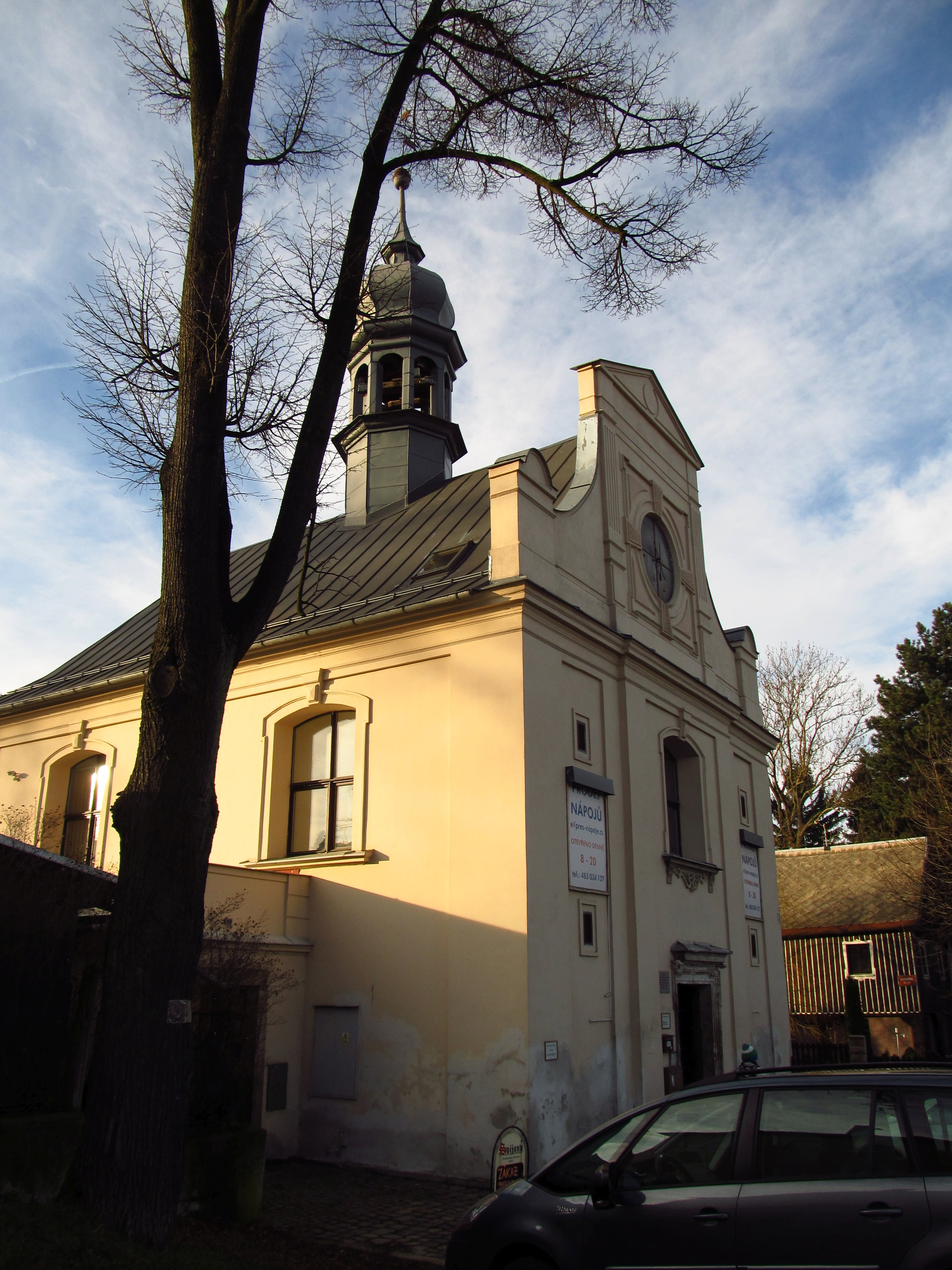
Janův Důl, St. Nepomuk

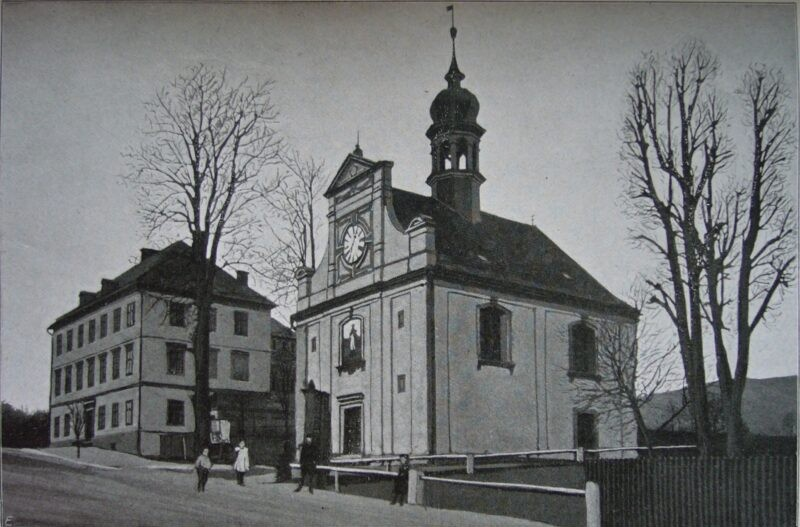
Undatierte Zeichnung

Die Kirche St. Nepomuk in Janův Důl (deutsch Johannesthal) war eine Kirche in Liberec, die heute als Wohnhaus genutzt wird. Sie wurde von April 1715 bis ins Jahr 1716 durch Christian Karl Platz von Ehrenthal erbaut. Sie wurde zu Ehren Johannes Nepomuks geweiht, obwohl dieser erst im Jahr 1729 heiliggesprochen wurde. Das Altarbild zeigte ihn.
In den 1960er Jahren wurde die letzte Messe gehalten, bevor die Kirche nach und nach verfiel, mutwillig zerstört und schließlich ausgeraubt wurde. Im Jahr 1993 schlug die tschechische Behörde für Denkmalpflege einen Wiederaufbau der Kirche vor, der von der Pfarre nicht weiterverfolgt wurde. Stattdessen wurde die Kirche 2006 verkauft, 2007 in ein Bürogebäude und schließlich 2021 in ein Wohngebäude umgebaut.